# Juan Eduardo Eluchans
Juan Eduardo Eluchans (Tandil, Buenos Aires, Argentina, 14 de abril de 1980) es un exfutbolista argentino. Jugaba de volante.

## Trayectoria
Sus comienzos fueron en el potrero en la ciudad de Tandil. Sus inicios en el fútbol amateur fueron en el Club La Movediza de Tandil. Llega a Buenos Aires para sumarse a las inferiores del Club Ferro Carril Oeste donde juega hasta 7.ª división. Su llegada a Independiente de Avellaneda se produjo en 1996 a la quinta división, su buen desempeño lo hizo debutar a los dos años, en octubre de 2000 por la Copa Mercosur ante la Universidad Católica de Chile y después en el torneo argentino contra Argentinos Juniors en cancha de Ferrocarril Oeste, así dando comienzo a su muy buena carrera consagrándose campeón en el apertura argentino 2002 y logrando conseguir ser vendido al club normando de Caen de Francia en el año 2007 donde se consagró campeón en el 2010 y fue trasladado a la Universidad Católica de Chile consagrándose campeón del bicentenario en el año 2010.

### Su paso por Rosario Central
En el verano 2005-2006, Julio César Falcioni (por aquel entonces DT de Independiente) decidió prescindir de los servicios de Juan Eduardo Eluchans pese a que éste jugó con buen desempeño casi 10 partidos de titular después de recuperarse de una rotura del quinto metatarsiano, y ahí se produjo el traspaso a la plantilla de Rosario Central, al mando de Ángel Tulio Zof y después Leonardo Astrada, que fue titular indiscutido para el equipo que disputó la Copa Libertadores de América 2006 con los colores canallas.
En junio de ese mismo año, la directiva del Rojo decidió no renovar el vínculo con Falcioni y llegó un histórico como Jorge Luis Burruchaga, que en la pretemporada de invierno llevada a cabo en su ciudad natal, Tandil, contó nuevamente en las filas con «Elu», al vencerse el préstamo a la entidad rosarina. Burruchaga sugirió la permanencia en el plantel y jugó un Apertura 2006 un muy buen campeonato jugando todos los partidos del torneo y su buen desempeño culminó con su venta al fútbol francés al SM Caen en una suma de un millón de euros.

### Fútbol francés
A mediados de 2007, fue transferido al SM Caen de Francia en una suma cercana al millón de euros. En el club francés estuvo 3 años completos, cumpliendo su contrato y saliendo campeón en Ligue 2, lo cual le permitió obtener el ascenso con su equipo. Finalmente, tras el vencimiento de su contrato abandona la institución, al no llegar a un acuerdo económico para su renovación.

### Universidad Católica
El 26 de junio de 2010, llegó a un acuerdo de préstamo por un año con Universidad Católica de Chile donde no obtiene regularidad en un comienzo, hasta que encontró su puesto jugando como lateral izquierdo, una posición nueva para él, donde destaca como uno de los mejores del campeonato.
En la penúltima fecha del campeonato logra anotar su primer gol a Cobreloa, decretando el definitivo 3-2 con un impecable tiro libre que coloca en un ángulo, cuando el partido ya finalizaba. Para muchos ese fue el gol del campeonato, pues le permitió a Católica llegar a la última fecha con opciones de campeonar.
El 5 de diciembre se corona Campeón del Campeonato Petrobras 2010 con su club Universidad Católica.
Actualmente goza de una buena fama gracias a su destacada zurda para el balón parado que siempre aparece en grandes momentos, como el Clásico contra Colo-Colo jugado el domingo 17 de abril, en donde anotó el gol de su elenco y jugó muy bien los 90 minutos en el empate 1-1 en el Estadio Monumental.

### Su traspaso al fútbol Argentino
En julio de 2011, pasa a jugar al Club Atlético Banfield. El equipo tuvo un comienzo paupérrimo, perdiendo 6 partidos de 6, y sin abrir el marcador. El jugador más destacado pese a las derrotas siempre fue Eluchans. El 17 de septiembre de 2011, Banfield rompe la racha negativa de 0 goles a favor, y con un zurdazo de tiro libre del propio Eluchans, abrió el marcador, y sello la victoria frente a All Boys en Floresta. En 2012 pasa a Atlético de Rafaela en donde también convierte un gol de tiro libre y curiosamente, otra vez contra All Boys.

### Retiro
Se retiró en febrero del 2021 a los 40 años  jugando su último partido en el Club Atlético Posadas.

## Clubes
- Estadísticas actualizadas al 13 de diciembre de 2017.

| Club                   | País      | Año       | Partidos | Goles |
| ---------------------- | --------- | --------- | -------- | ----- |
| Independiente          | Argentina | 2000-2006 | 205      | 8     |
| Rosario Central        | Argentina | 2006      | 25       | 0     |
| Independiente          | Argentina | 2006-2007 | 32       | 1     |
| SM Caen                | Francia   | 2007-2010 | 113      | 23    |
| Universidad Católica   | Chile     | 2010-2011 | 63       | 11    |
| Banfield               | Argentina | 2011-2012 | 31       | 1     |
| Atlético de Rafaela    | Argentina | 2013-2016 | 114      | 10    |
| Guaraní Antonio Franco | Argentina | 2016-2018 | 45       | 3     |
| Atlético Posadas       | Argentina | 2020-2021 | 31       | 5     |

## Palmarés

### Campeonatos nacionales
| Título                    | Club                 | País      | Año     |
| ------------------------- | -------------------- | --------- | ------- |
| Primera División          | Independiente        | Argentina | A-2002  |
| Ligue 2                   | SM Caen              | Francia   | 2009-10 |
| Primera División de Chile | Universidad Católica | Chile     | 2010    |